# Beyblade Burst
Beyblade Burst (ベイブレードバースト?, Beiburēdo Bāsuto) è un manga scritto e disegnato da Hiro Morita, serializzato sul CoroCoro Comic di Shogakukan dal 15 luglio 2015 al 15 dicembre 2021 e basato sul franchise Beyblade di Tomy. Un adattamento anime, prodotto da Oriental Light and Magic e TMS Entertainment, è stato trasmesso in Giappone tra il 4 aprile 2016 e il 27 marzo 2017, mentre una seconda serie, dal titolo Beyblade Burst Evolution (ベイブレードバースト 神?, Beiburēdo Bāsuto Goddo), ha iniziato la messa in onda il 3 aprile 2017 ed è terminata il 26 marzo 2018. Una terza serie intitolata Beyblade Burst Turbo (ベイブレードバースト 超ゼツ?, Beiburēdo Bāsuto Chōzetsu) è stata trasmessa dal 2 aprile 2018 al 25 marzo 2019. Una quarta serie ONA dal titolo Beyblade Burst Rise (ベイブレードバーストGT?, Beiburēdo Bāsuto Gachi) è stata trasmessa dal 5 aprile 2019 al 27 marzo 2020. Una quinta serie dal titolo Beyblade Burst Surge (ベイブレードバーストスパーキング?, Beiburēdo Bāsuto Supākingu) è stata trasmessa dal 3 aprile 2020 al 19 marzo 2021. Una sesta serie dal titolo Beyblade Burst QuadDrive (ベイブレードバーストDB?, Beiburēdo Bāsuto DB) è stata trasmessa dal 2 aprile 2021 al 18 marzo 2022.

## Trama

### Beyblade Burst
Valt Aoi è un giovane ragazzo in possesso di un Bey chiamato Valtryek, che mira a partecipare al torneo nazionale per diventare il miglior Blader de Japón, ma prima di poter affrontare tale competizione dovrà vincere in tutti i tornei locali, cosa che non sarà facile visto il gran numero di rivali che troverà sul suo cammino. E così fonda il Club di Beyblade della Beigoma Academy insieme a Rantaro Kiyama detto anche "l'artista", un suo vecchio amico, un ragazzo vanitoso che in realtà ammira profondamente l'impegno di Valt, ma non lo dice a nessuno. Nel club c'è anche Ken Midori, che usa il bey King Kerbeus, Daigo Kurogami, che usa Dark Doomscizor, e in futuro, anche Wakiya Murasaki, che usa Wild Wywron, e Shu Kurenai, uno dei 4 Blader supremi, che usa Storm Spryzen. Gli altri supremi sono Zac il sole nascente, Xander Shakadera e Luì Shirosagi, il re del beyblade.

### Beyblade Burst Evolution
Valt Aoi dopo aver partecipato al campionato giapponese è stato notato per le sue grandi abilità e viene convocato nel team spagnolo "BC Sol" e parte per la Spagna. Grazie a questo giro per il mondo, Valt e i suoi amici iniziano la loro sfida per entrare alla World League, ma per qualificarsi dovranno vincere per prima la Lega Europea.

### Beyblade Burst Turbo
Ambientata due anni dopo la coppa God Blader, la storia si concentra questa volta su Aiger Akabane, un "bambino selvaggio" cresciuto in mezzo alla natura. Dopo essersi confrontato con Valt Aoi, vuole diventare il Blader migliore del mondo, assieme al suo Bey chiamato Z Achilles. Il suo obiettivo è quello di fronteggiare forti avversarsi per migliorarsi, sconfiggere Valt Aoi e diventare campione del mondo, così Aiger parte per un lungo viaggio.

### Beyblade Burst Rise
È passato un anno dal match per il titolo svoltosi tra Aiger Akabane e Valt Aoi. Valt riesce finalmente a completare Slash Valkyrie, ovvero un Beyblade Gachi portato al livello successivo. Due dei membri della BC Sol, squadra di cui Valt è il leader, Drum Koryu e Delta Akane, vedono il Bey dorato in azione e ne rimangono meravigliati. Così Drum decide di viaggiare fino in Giappone assieme al suo partner Ace Dragon per diventare anche lui un giovane talentuoso e fare scalpore nel mondo dei Beyblade.

### Beyblade Burst Surge
Un anno dopo gli eventi di Beyblade Burst Rise, i Hizashi fratelli Hikaru e Hyuga sono testimoni del potere delle evoluzioni di Valtryek, Roktavor e Satomb. I tre bey irradiano un potere che non era nemmeno immaginabile, grazie ai loro Blader che lanciano un lancio scintillante. Hyuga e Hikaru si ispirano a rendere scintillanti i loro bey, Hyperion ed Helios, e competono con i leggendari Blader, allenandosi per battere i migliori della categoria che abbiano mai partecipato ai tornei tenutosi presso lo stadio. Preparati a fare tutto il necessario per diventare i migliori, intraprendono un viaggio attraverso tutto il mondo per sfidare i competenti più esperti della disciplina, nel tentativo di diventare più forti e combattere tutti i migliori Blader che sono stati in grado di lasciare il segno nella storia.

### Beyblade Burst QuadDrive
La storia è incentrata su Bell Daikokuten, il capo del cimitero dei Bey chiamato Makai no mon. Bell, che detiene il Dynamite Belial, dichiara guerra ai Blader in tutto il mondo e finirà per sfidare anche alcuni rivali leggendari.

## Personaggi

I protagonisti della serie. Da sinistra verso destra: Hoji, Wakiya, Rantaro, Toko, Valt, Nika, Shu, Daigo e Ken

### Principali
Valt Aoi (蒼井 バルト?, Aoi Valuto)
Doppiato da: Marina Inoue (ed. giapponese), Andrea Oldani (ed. italiana)
È il protagonista dell'anime, è un ragazzo esagerato e sempre entusiasta quando si parla di Bey, e riesce sempre a stupire tutti da quanto è potente il suo bey, Victory Valtriek.
Shu Kurenai (紅 シュウ?, Kurenai Shū)
Doppiato da: Junya Enoki (ed. giapponese), Renato Novara (ed. italiana)
Campione regionale di Beyblade e compagno di scuola di Valt. Anche se vince è umile e porta rispetto sull'avversario, ha molta fiducia in Valt e ogni volta gli dice che lo incontrerà ai nazionali. Il suo Bey è Storm Spryzen. Il blader ha sete di vendetta nei confronti di Luì Shirosagi.
Rantaro Kiyama (黄山 乱太郎?, Kiyama Rantarō)
Doppiato da: Fumihiro Okabayashi (ed. giapponese), Fabrizio Valezano (ed. italiana)
Un ragazzo vanitoso che si fa chiamare "l'artista", anche se non vuole ammetterlo, ammira l'entusiasmo di Valt. Il suo Bey è Raiging Roktavor
Ken Midori (緑川 ケンスケ?, Midorikawa Kensuke, Kensuke Midorikawa)
Doppiato da: Tsubasa Yonaga (ed. giapponese), Federico Zanandrea (ed. italiana)
È un ragazzo timido che fa abbastanza fatica a socializzare, infatti va sempre in giro con due burattini nelle mani e parla tramite loro. Ma dopo l'incontro con Valt comincia a diventare meno timido del solito, diventando così suo amico e di tutti gli altri. Il suo Bey è King Kerbeus.
Daigo Kurogami (黒神 ダイナ?, Kurogami Daina, Daina Kurogami)
Doppiato da: Ayahi Takagaki (ed. giapponese), Dario Sansalone (ed. italiana)
È uno stratega attento, con spiccata capacità di analisi delle battaglie che gli permette di prevedere le mosse degli avversari. Ha una personalità fredda è distante, ma inizia ad aprirsi quando gareggia con Valt e gli altri del Club di Bey. Il suo Bey è Dark Doomscizor.
Wakiya Murasaki (小紫 ワキヤ?, Komurasaki Wakiya, Wakiya Komurasaki)
Doppiato da: Yū Kobayashi (ed. giapponese), Giuseppe Palasciano (ed. italiana)
Wakiya è un blader irascibile e non accetta la sconfitta. Pensa di essere migliore di tutti e all'inizio ha solo un amico, Hoji Konda, che lo sostiene e gli ubbidisce. Poi però decide di entrare nel beyclub per diventare migliore e aprirsi a Valt. Il suo bey è Wild Wywron.
Nika Aoi (蒼井日夏?, Aoi Nika)
Doppiata da: Aoi Inase (ed. giapponese), Serena Clerici (ed. italiana)
Sorella minore di Valt e gemella di Toko, è una fan di Shu.
Toko Aoi (蒼井常夏?, Aoi Tokonatsu, Tokonatsu Aoi)
Doppiato da: Yō Taichi (ed. giapponese), Deborah Morese (ed. italiana)
Fratello minore di Valt, gemello di Nika.
Silas Karlisle (シスコ・カーライル?, Shisuko Kārairu, Sisco Karlisle)
Doppiato da: Takuma Terashima (ed. giapponese), Alessandro Germano (ed. italiana)
Free De La Hoya (フリー・デラホーヤ?, Furī Derahōya)
Doppiato da: Ryōko Shiraishi (ed. giapponese), Massimo Di Benedetto (ed. italiana).
Inizialmente, è il Leader della BC Sol, dopo aver lasciato questo team, si unisce a uno americano, i Raging Bulls. È uno dei Cinque Assi. Il suo bey è Drain Fafnir.
Cuza Ackermann (クーザ・アッカーマン?, Kūza Akkāman)
Doppiato da: Junko Takeuchi (ed. giapponese), Alessio Nissolino (ed. Italiana)

### Ricorrenti
Chiharu Aoi (蒼井 千春?, Aoi Chiharu)
Doppiata da: Masumi Asano (ed. giapponese), Beatrice Caggiula (ed. italiana)
Orochi Ginba (銀刃オロチ/銀刃大蛇?, Orochi Ginba)
Doppiato da: Takahiro Mizushima (ed. giapponese), Stefano Pozzi (ed. italiana)
Xander Shakadera (灼炎寺 カイザ?, Shakuenji Kaiza, Kaiza Shakuenji)
Doppiato da: Rikiya Koyama (ed. giapponese), Mattia Bressan (ed. italiana)
Yugo Nansui (南翠ユーゴ?, Nansui Yuugo)
Doppiato da: Daichi Hayashi (ed. giapponese), ? (ed. italiana)
Naoki Minamo (水面ナオキ / 水面直樹?, Minamo Naoki)
Doppiato da: Shou Nogami (ed. giapponese), Ruggero Andreozzi (ed. italiana)
Hoji Konda (紺田ホウジ / 紺田法事?, Konda Houji)
Doppiato da: Tōru Nara (ed. giapponese), Massimo Di Benedetto (ed. italiana)
Quon Limon (黄緑クオン?, Kimidori Quon, Quon Kimidori)
Doppiato da: Yuka Nishigaki (ed. giapponese), Simone Lupinacci (ed. italiana)
Ukyo Ibuki (雪吹右京?, Ibuki Ukyo)
Doppiato da: Natsumi Fujiwara (ed. giapponese), Jacopo Calatroni (ed. italiana)
Ben Azuki (小豆ベン?, Azuki Ben)
Doppiato da: Mariko Higashiuchi (ed. giapponese), ? (ed. italiana)
Zac Kaneguro (?, Zenkuro Kurogane)
Doppiato da: Daisuke Namikawa (ed. giapponese), Tommaso Zalone (ed. italiana)
Gabe Brunai (茶掛豪?, Chagake Gou, Gou Chagake)
Doppiato da: Yuuki Hayashi (ed. giapponese), ? (ed. italiana)
Luì Shirosagi (白鷺城ルイ?, Rui Shirasagijo, Lui Shirasagijo)
Doppiato da: Romi Paku (ed. giapponese), Omar Vitelli (1ª voce) e Tommaso Zalone (2ª voce) (ed. italiana)
È l'acerrimo nemico di Valt e Shu, uno dei Quattro Supremi e, nella serie Beyblade Burst Evolution, è uno dei Cinque Assi, i migliori blader al mondo, e membro dei Rideout. Il suo bey è Lost Luinor.
Jin Aizawa (藍沢ジン?, Aizawa Jin)
Doppiato da: Satsumi Matsuda (ed. giapponese), ? (ed. italiana)
Akira Yamatoga (山吹アキラ / 山吹彰?, Yamabuki Akira)
Doppiato da: Kazutomi Yamamoto (ed. giapponese), ? (ed. italiana)
Preside Hidetaro Shinoda (篠田秀太郎?, Shinoda Hidetarō, Hidetarou Shinoda)
Doppiato da: Nobuo Tobita (ed. giapponese), Oliviero Corbetta (ed. italiana)
Kit Lopez (キット・ロペス?, Kitto Ropesu)
Doppiato da: Satsumi Matsuda (ed. giapponese), ? (ed. italiana)
Kristina Kuroda "Cris" (クリスティーナ クロダ?, Kurisutīna Kuroda)
Doppiata da: Miyuki Sawashiro (ed. giapponese), Debora Magnaghi (ed. italiana)
È la manager della BC Sol.
Trud Vasquez (トラッド・バスケス?, Toraddo Basukesu)
Doppiato da: Hisafumi Oda (ed. giapponese), Matteo De Mojana (ed. italiana)
Raul (ゾロ?, Zoro, Zoro)
Doppiato da: Mitsuo Senda (ed. giapponese), Oliviero Corbetta (ed. italiana)
Joshua Burns (ジョシュア・ブーン?, Joshua Buun, Joshua Boon)
Doppiato da: Makoto Furukawa (ed. giapponese), Ruggero Andreozzi (ed. italiana)
Shasa Guten (シャサグテン?, Shasa Guten)
Doppiata da: Yo Taichi (ed. giapponese), Martina Felli (ed. italiana)

## Media

### Manga
Il manga scritto e disegnato da Hiro Morita è stato serializzato dal 15 luglio 2015 al 15 dicembre 2021 sulla rivista CoroCoro Comic edita da Shogakukan. I vari capitoli sono stati raccolti in venti volumi tankōbon pubblicati dal 28 dicembre 2015 al 28 marzo 2022.

#### Volumi
| 1  | 28 dicembre 2015 | ISBN 978-4-09-142114-2 |
| 1  | Capitoli (traduzioni letterali dei titoli) - 0. Anteprima super urgente di Beyblade Burst (ベイブレードバースト緊急超予告?, Beiburēdo Bāsuto kinkyū chō yokoku) - 1. Andiamo, partner!! Valtryek!! (いこうぜ、相棒!ヴァルキリー!!?, Ikōze, aibō! Varukirī!!) - 2. Il cane da guardia del guardiano, la sfida di Kerbeus (堅守の番犬、ケルベウスの挑戦?, Kenshū no banken, Kerubeusu no chōsen) - 3. L'aereo d'attacco nero corvino, l'attacco a sorpresa di Deathscyther (漆黒の攻撃機、デスサイザー闇襲?, Shikkoku no kōgeki-ki, Desu Saizā yamishū) - 4. Il drago di fuoco Wyvern, spezzando le ali inespugnabili (炎竜ワイバーン、炸裂する鉄壁の翼?, Hiryū Waibān, sakuretsu suru teppeki no tsubasa) |                        |
| 2  | 28 marzo 2016 | ISBN 978-4-09-142153-1 |
| 2  | Capitoli (traduzioni letterali dei titoli) - 5. La fata da battaglia Spriggan, il martello di ferro dell'amicizia (戦闘妖精スプリガン、渾身の鉄槌?, Sentō yōsei Supurigan, konshin no tettsui) - 6. Il coraggioso Valkyrie VS l'impeccabile Spriggan, è deciso!! (爆進のヴァルキリーVS無欠のスプリガン、決着!!?, Bakushin no Varukirī VS muketsu no Supurigan, ketchaku!!) - 7. Chi è il leader!? La formazione del Bey Club!! (部長はだれに!?ベイクラブ結成!!?, Buchō wa dare ni!? Bei Kurabu kessei!!) - 8. Spada sacra Xcalibur, taglio impareggiabile (聖剣エクスカリバー、無双の斬撃?, Seiken Ekusukaribā, musō no zangeki) - 9. Evoluzione esplosiva, Victory Valkyrie!! (進化爆誕、ビクトリーヴァルキリー!!?, Shinka bakutan, Bikutorī Varukirī!!) |                        |
| 3  | 28 luglio 2016 | ISBN 978-4-09-142183-8 |
| 3  | Capitoli (traduzioni letterali dei titoli) - 10. Il dio dell'acqua Neptune, la battaglia del mare impetuoso!! (水神ネプチューン、激浪の攻防!!?, Suijin Nepuchūn, gekirō no kōbō!!) - 11. Il grande piano di invito del Bey Club!! (ベイクラブ勧誘大作戦!!?, Bei Kurabu kan'yū daisakusen!!) - 12. Il muro a due ali, il drago volante Wyvern!! (双翼の防壁、飛竜ワイバーン!!?, Sōyoku no bōheki, hiryū Wyvern!!) - 13. Il nuovo colpo speciale di Valkyrie esplode!! (ヴァルキリー、新必殺シュート炸裂!!?, Varukirī, shin hissatsu shūto sakuretsu!!) - 14. L'allenamento speciale di nuoto del Bey Club!! (ベイクラブ水泳特訓!!?, Bei Kurabu suiei tokkun!!) |                        |
| 4  | 28 dicembre 2016 | ISBN 978-4-09-142269-9 |
| 4  | Capitoli (traduzioni letterali dei titoli) - SP1. Xeno Xcalibur, l'impareggiabile spada di fiamme!! (ゼノエクスカリバー、天下無双の覇剣!!?, Zeno Ekusukaribā, tenkamusou no haken!!) - 15. Attacco e difesa magnifici!! Il fantasmagorico Spriggan!! (華麗な攻防!!変幻自在のスプリガン!!?, Karei na kōbō!! Hengen jizai no Supurigan!!) - 16. Resa dei conti! Valkyrie il dio della battaglia VS Xcalibur la spada sacra!! (熱闘!!闘神ヴァルキリーVS聖剣エクスカリバー!!?, Nettō!! Tōshin Varukirī VS seiken Ekusukaribā!!) - 17. Il risveglio miracoloso di Victory Valkyrie! (ビクトリーヴァルキリー、奇跡の覚醒!!?, Bikutorī Varukirī, kiseki no kakusei!!) - 18. Il temuto corso di addestramento speciale!? Una Beybattle di coraggio!! (恐怖の特訓!?きもだめしベイバトル!!?, Kyōfu no tokkun!? Kimodameshi Bei batoru!!) - SP2. La storia del dio dorato Bey (prima parte) (ゴールドゴッドベイ誕生物語（前編）?, Gōrudo Goddo Bei tanjou monogatari (zenpen)) |                        |
| 5  | 27 gennaio 2017 | ISBN 978-4-09-142287-3 |
| 5  | Capitoli (traduzioni letterali dei titoli) - SP3. La storia del dio dorato Bey (seconda parte) (ゴールドゴッドベイ誕生物語（後編）?, Gōrudo Goddo Bei tanjou monogatari (kōhen)) - 19. Il dio Bey di infinita resistenza, Zillion Zeus!! (無限持久の神ベイ、ジリオンゼウス!!?, Mugen jikyū no kami Bei, Jirion Zeusu!!) - 20. Storm Spriggan, un attacco istantaneo!! (ストームスプリガン、刹那の一撃!!?, Sutōmu Supurigan, setsuna no ichigeki!!) - 21. Zeus il dio onnipotente VS Valkyrie il dio della battaglia!! (全能神ゼウスVS闘神ヴァルキリー!!?, Zennōshin Zeusu VS tōshin Varukirī!!) - 22. Spriggan VS Longinus, la resa dei conti del destino!! (スプリガンVSロンギヌス、因緑の激突!!?, Supurigan VS Ronginusu, innen no gekitotsu!!) - 23. Ruggito del drago al contrario! La super rivoluzione di Lost Longinus!! (逆龍の咆哮!ロストロンギヌス超旋回!!?, Gyakūryū no hōkou! Rosuto Ronginusu chōsenkai!!) |                        |
| 6  | 28 aprile 2017 | ISBN 978-4-09-142386-3 |
| 6  | Capitoli (traduzioni letterali dei titoli) - SP4. Lost Longinus, la leggenda del drago definitivo (ロストロンギヌス最強我龍伝説?, Rosuto Roginusu saikyō waga ryū densetsu) - 24. Alla battaglia! Il super allenamento di Valt!! (決戦へ!!バルト超特訓!!?, Kessen he!! Baruto chō tokkun!!) - 25. Le finali iniziano!! Le nazionali Longinus!! (決勝戦開始!!ロンギヌス全国!!?, Kesshōsen kaishi!! Ronginusu zenkoku!!) - 26. Il vincitore delle finali! La sorprendente conclusione!! (決勝戦決着!!まさかの結末!!?, Kesshōsen kecchaku!! Masaka no ketsumatsu!!) - 27. Il mondo è il palcoscenico!! Rivali in tutto il mondo!! (世界が舞台!!ライバルは世界!!?, Sekai ga butai!! Raibaru wa sekai!!) |                        |
| 7  | 27 ottobre 2017 | ISBN 978-4-09-142499-0 |
| 7  | Capitoli (traduzioni letterali dei titoli) - 28. Una battaglia appassionatamente accesa nel Cyclone Beystadium!! (サイクロンベイスタジアムで激あつバトル!!?, Saikuron bei sutajiamu de geki atsu Batoru!!) - SP5. L'addestramento speciale più forte con il mio compagno Valkyrie!! (相棒ヴァルキリーと最強特訓!!?, Aibō Varukirī to saikyō tokkun!!) - 29. Blaze Ragnarok, il saldo muro della passione!! (ブレイズラグナルク、不動の熱壁!!?, Bureizu Ragunaruku, fudō no netsu kabe!!) - 30. Il minaccioso giro inverso, Drain Fafnir!! (脅威の逆旋回、ドレインファブニル!!?, Kyōi no gyaku senkai, Dorein Fabuniru!!) - 31. Scende! Alter Chronos il manipolatore del tempo!! (降臨!時を操るアルタークロノス!!?, Kōrin! Toki o ayatsuru Arutā Kuronosu!!) - 32. Le falci gemelle fendenti! Killer Deathscyther!! (双鎌の閃裂!死神キラーデスサイザー!!?, Sō kama no senretsu! Shinigami Kirā Desusaizā!!) - 33. L'attacco dall'alto, l'impennata di Maximus Garuda!! (飛翔マキシマムガルーダ、滑空の一撃!!?, Hishō Makishimamu Garūda, kakkū no ichigeki!!) |                        |
| 8  | 27 dicembre 2017 | ISBN 978-4-09-142603-1 |
| 8  | Capitoli (traduzioni letterali dei titoli) - 34. Legend Spryzen, la doppia rotazione abbagliante!!レジェンドスプリガン、閃光の両回転!! (Rejendo Supurigan, senkō no ryō kaiten!!?) - SP6. La svolta invincibile, Shadow Orichalcum (prima parte) (無敵旋回シャドウオリハルコン (前編)?, Muteki senkai Shadō Oriharukon (zenpen)) - SP7. La svolta invincibile, Shadow Orichalcum (seconda parte) (無敵旋回シャドウオリハルコン (後編)?, Muteki senkai Shadō Oriharukon (kōhen)) - 35. Barriera impenetrabile, Jinnus!! (難 攻不落の防壁、ブラストジニウス!!?, Nankōfuraku no bōheki, Burasuto Jiniusu!!) - 36. Super allenamento! Padroneggia il dio del riavvio!! (超特訓! ゴッドリブートを習得せよ!!?, Chō tokkun! Goddo Ribūto o shūtoku seyo!!) - 37. Nightmare Luinor, l'inseguimento dell'incubo!! (ナイトメアロンギヌス、悪夢の追撃!!?, Naitomea Ronginusu, akumu no tsuigeki!!) - 38. L'imbattibile spada distruttrice, Sieg Excalius!! (天下無双の破壊剣、ジークエクスカリバー!!?, Tenkamusō no hakaiken, Jīku Ekusukaribā!!) |                        |
| 9  | 27 aprile 2018 | ISBN 978-4-09-142650-5 |
| 9  | Capitoli (traduzioni letterali dei titoli) - 39. Strike God Valtryek, il pieno potere del risveglio della spada super gigante!! (撃ゴッドヴァルキリー、全力覚醒の超巨大刃!!?, Sutoraiku Goddo Varukirī, zenryoku kakusei no chōkyodai ha!!) - 40. Il ritorno dell'incubo!? Il messaggero della distruzione, Nightmare Luinor!! (悪夢再来!? 破壊の使者ナイトメアロンギヌス!!?, Akumu sairai!? Hakai no shisha Naitomea Ronginusu!!) - 41. Spryzen Requiem il dio onnipotente, battaglia totale!! (全能神スプリガンレクイエム、完壁なる攻防!!?, Zen'nōshin Supurigan Rekuiemu, kan kabenaru kōbō!!) - 42. Allenamento feroce!! Controlla la super evoluzione del partner!! (激特訓! 超進化の相棒制御せよ!!?, Geki tokkun! Chō shinka no aibō o seigyo seyo!!) - 43. La finale del torneo mondiale, la battaglia del destino del migliore amico!! (世界大会決勝、運命の親友対決!!?, Sekai taikai tesshō, unmei no shin'yū taiketsu!!) - SP8. Bey dio definitivo, Bey doppio dio!! (prima parte) (究極の神ベイ、ダブルゴッドベイ!!（前編）?, Kyūkyoku no kami Bei, Daburu Goddo Bei!! (Zenpen)) - SP9. Bey dio definitivo, Bey doppio dio!! (seconda parte) (究極の神ベイ、ダブルゴッドベイ!!（後編）?, Kyūkyoku no kami Bei, Daburu Goddo Bei!! (Kōhen)) |                        |
| 10 | 28 agosto 2018 | ISBN 978-4-09-142730-4 |
| 10 | Capitoli (traduzioni letterali dei titoli) - SP10. Evoluzione definitiva! Il perfetto Spryzen Requiem!! (究極進化! 完全無欠のスプリガンレクイエム!!?, Kyūkyoku shinka! Kanzen muketsu no Supurigan Rekuiemu!!) - 44. La nascita del sovrano del mondo! Valkyrie VS Spriggan!! (世界王者決定! ヴァルキリーVSスプリガン!!?, Sekai ōja kettei! Varukirī VS Supurigan!!) - 45. Il ritorno del migliore amico! Battaglia finale con il genio, Shu (親友の帰還! 天才・シュウ、最終の決着!!?, Shin'yū no kikan! Tensai Shū, saishū no ketchaku!!) - 46. Aiga e Z Achilles, ecco che arriva il duo imbattibile! (アイガ&ゼットアキレス、無敵コンビ見参!!?, Aiga & Zetto Akiresu, muteki konbi kenzan!!) - 47. Il re della difesa, Emperor Forneus (防御の皇帝、エンペラーフォルネウス!!?, Bōgyo no kōtei, Enperā Foruneusu!!) - 48. Assalto al vento di Crash Ragnaruk (クラッシュラグナルク、突風の迎撃!!?, Kurasshu Ragunaruku, Toppū no geigeki!!) - SP11. Una resa dei conti super pazza di calcio! (超Ƶ波乱らんのサッカー対決!!?, Chōzetsu haran no Sakkā taiketsu!!) - SP12. L'immortale Bey, Revive Phoenix! (不死身のベイ、リヴァイブフェニックス!!?, Fujimi no Bei, Ribaibu Fenikkusu!!) |                        |
| 11 | 28 novembre 2018 | ISBN 978-4-09-142819-6 |
| 11 | Capitoli (traduzioni letterali dei titoli) - 49. Hell Salamander, il turbine dell'Inferno!! (ヘルサラマンダー、地獄の旋風!!?, Heru Saramandā, jigoku no senpū!!) - 50. Risonanza miracolosa! Inseguimento di Z Achilles!! (奇跡の共鳴! ゼットアキレスの追撃!!?, Kiseki no kyōmei! Zetto Akiresu no tsuigeki!) - 51. Archer Hercules, turno immobile!! (アーチャーヘラクレス、不動の旋回!!?, Āchā Herakuresu, fudō no eikyū senkai!!) - 52. L'attacco di Revive Phoenix, l'uccello immortale!! (不死鳥リヴァイブフェニックスの翼撃!!?, Fushichō Ribaibu Fenikkusu no yokugeki!!) - SP13. Ameterios splendente, il turbo Bey oscuro!! (prima parte) (闇の超Zゼツベイ、ヤミテリオス!!（前編)?, Yami no chōzetsu Bei, Yamiteriosu!! (Zenhen)) - SP14. Ameterios splendente, il turbo Bey oscuro!! (seconda parte) (闇の超Zゼツベイ、ヤミテリオス!! (後編)?, Yami no chōzetsu Bei, Yamiteriosu!! (Kōhen)) - 53. Ruggito d'acciaio! Hazard Cerberus, il guardiano degli inferi!! (鋼鉄の咆哮! 番ばん犬けんハザードケルベウス!!?, Kōtetsu no hōkō! Banken Hazādo Kerubeusu!!) - SP15. Un mese dopo... (あれからひと月つき後ご――?, Are kara hitotsuki-go――) |                        |
| 12 | 26 aprile 2019 | ISBN 978-4-09-142897-4 |
| 12 | Capitoli (traduzioni letterali dei titoli) - 54. Zanne incredibili! Vice Leopard, la bestia selvaggia!! (驚異の牙! 猛獣ヴァイスレオパルド!!?, Kyōi no kiba! Mōjū Vaisu Reoparudo!!) - 55. Lo spavaldo e furioso, Buster Excalibur!! (バスターエクスカリバー、怒涛の剣戟!!?, Basutā Ekusukaribā, dotō no kengeki!!) - 56. Il peggiore Bey vampiro, Geist Fafnir!! (最凶の吸収ベイ、ガイストファブニル!!?, Saikyō no kyūshū Bei, Gaisuto Fabuniru!!) - 57. L'attacco massiccio di Dread Hades, la trottola degli inferi!! (冥界神デッドハデス、死の重撃!!?, Meikaishin Deddo Hadesu, shi no jūgeki!!) - 58. Ritrova il legame! La nascita di Turbo Achilles!! (絆を取りもどせ! 超Ƶアキレス誕たん生!!?, Kizuna o Tori Modose! Chōzetsu Akiresu Tanjō!!) - 59. Revive Phoenix, risonanza suprema!! (リヴァイブフェニックス、至高の共鳴!!?, Ribaibu Fenikkusu, Shikō no Kyōmei!!) - SP16. Re dorato! Super Royal King S! (prima parte) (黄金の王者!超ƵロイヤルキングS!! (前編)?, Kōkin no Ōja! Chōzetsu Roiyaru Kingu Supurigan!! (Zenhen)) - SP17. Re dorato! Super Royal King S! (seconda parte) (黄金の王者!超ƵロイヤルキングS!! (後編)?, Kōkin no Ōja! Chōzetsu Roiyaru Kingu Supurigan!! (Kōhen)) |                        |
| 13 | 27 settembre 2019 | ISBN 978-4-09-143080-9 |
| 13 | Capitoli (traduzioni letterali dei titoli) - SP18. Istruzioni serie! Confronto equilibrato del super risveglio!! (真剣伝授! バランス型超Ƶ覚醒対決!!?, Shinken denju! Baransu-gata chōzetsu kakusei taiketsu!!) - 60. Incredibile potere di assorbimento !Lo scudo più potente Orb Aegis!! (驚異の吸着力! 最強の盾オーブイイージス!!?, Kyōi no kyūchaku-ryoku! Saikyō no tate Ōbu Iījisu!!) - 61. Battaglia finale! Partita per il titolo di campione del mondo!! (最終決戦! 世界王者タイトルマッチ!!?, Saishū kessen! Sekai ōja Taitoru Matchi!!) - 62. I campioni si affrontano, il duo Aiger e Achilles!! (王者決定! 真の相棒アイガ&アキレス!!?, Ōja kettei! Shin no aibō - Aiga ando Akiresu!!) - 63. La difesa uragano di Air Knight, il cavaliere volante!! (滞空の騎士エアナイト、烈風の攻防!!?, Taikū no kishi Ea Naito, Reppū no kōbō!!) - 64. Drum e Ace Dragon, l'inizio di una nuova leggenda!! (ドラム&エースドラゴン、新たな伝説の始まり!!?, Doramu & Ēsu Doragon, arata na densetsu no haji-mari!!) - 65. Il contrattacco di Bushin Ashura, il dio demone delle lame continue!! (旋回の迎撃! 連刃の鬼神ブシンアシュラ!!?, Senkai no geigeki! Renjin no kijin Bushin Ashura!!) - 66. Potenziamento di tiro!? Addestramento speciale del Bay non convenzionale!! (シュート力アップ!? 型破りなベイ特訓!!?, Shūto-ryoku Appu!? Kata yabu rina Bei Tokkun!!) - SP19. Drum VS Delta! La nascita di un fatidico rivale!! (ドラムVSデルタ! 運命のライバル誕生!!?, Doramu Bāsasu Deruta! Unmei no Raibaru tanjō!!) |                        |
| 14 | 28 febbraio 2020 | ISBN 978-4-09-143147-9 |
| 15 | 26 giugno 2020 | ISBN 978-4-09-143196-7 |
| 16 | 28 agosto 2020 | ISBN 978-4-09-143218-6 |
| 17 | 26 novembre 2020 | ISBN 978-4-09-143246-9 |
| 18 | 26 marzo 2021 | ISBN 978-4-09-143269-8 |
| 19 | 26 novembre 2021 | ISBN 978-4-09-143354-1 |
| 20 | 28 marzo 2022 | ISBN 978-4-09-143386-2 |

### Anime
Nel febbraio 2016, un adattamento animato basato sul manga è stato annunciato sulla rivista CoroCoro Comic della Shogakukan, la quale pubblica tuttora la versione cartacea della storia. Le trasmissioni della serie sono cominciate in Giappone su TXN il 4 aprile 2016 per poi concludersi il 27 marzo 2017. La sigla d'apertura è Burst Finish! (バーストフィニッシュ！?, Bāsuto Finisshu!) cantata da Tatsuyuki Kobayashi mentre quella di chiusura è Believe di DEppa e Denkyuu, interpretata da SHIKLAMEN. La sigla internazionale è Our Time composta da Shaun Chasin e cantata da Steven Allerick Chen.
Il 9 febbraio 2017 l'account Twitter del franchise ha confermato che Beyblade Burst avrebbe avuto un seguito intitolato Beyblade Burst Evolution (Beyblade Burst God) il quale venne mandato in onda dal 3 aprile dello stesso anno, precisamente una settimana dopo la conclusione della prima serie per poi terminare il 26 marzo 2018. La sigla d'apertura è EVOLUTION BURST! (エボリューションバースト！?, Eboryūshon Bāsuto!) cantata da Ken'ichi Kitagawa mentre quelle di chiusura sono rispettivamente Beyxercise (ep. 1-26) e Beyxercise 2 (ep. 27-51) entrambe cantate da Senor Anami. La sigla internazionale è Evolution cantata da Steven Pagano e David Vives.
L'8 febbraio 2018 TV Tokyo ha rivelato che una terza serie chiamata Beyblade Burst Turbo (Beyblade Burst Chōzetsu) è stata trasmessa dal 2 aprile 2018 al 25 marzo 2019. La sigla d'apertura è Chōzetsu Muteki Blader! cantata da Ryōsuke Sasaki mentre quella di chiusura è BEY-POP di Shun Kusakawa. La sigla internazionale è Turbo cantata da Nathan Sharp.
Il numero di marzo 2019 della rivista Coro Coro Comics ha annunciato una quarta serie ONA chiamata Beyblade Burst Rise (Beyblade Burst Gachi) trasmessa dal 5 aprile 2019 al 27 marzo 2020. La sigla è Gatti'n'Roll! cantata da Kei Iwasaki. La sigla internazionale è Rise cantata da Jonathan Young.
Una quinta serie chiamata Beyblade Burst Surge (Beyblade Burst Superking) è stata mandata in onda dal 3 aprile 2020 al 19 marzo 2021. La sigla è Sparking Revolution cantata da Aska Tsuchiya e Naoki Endo.
Una sesta serie dal titolo Beyblade Burst QuadDrive (Beyblade Burst Dynamite Battle) è stata trasmessa dal 2 aprile 2021 al 18 marzo 2022. La sigla è Clash! Dynamite Battle cantata da Noristr.

#### Adattamento
In Italia è stata acquistata la prima stagione dall'America e non dal Giappone come avvenuto per le precedenti serie, che si basavano tutte quante sulla versione originale. Le differenze riguardano solamente la semplificazione dei nomi di alcuni personaggi (ad esempio Kensuke Midorikawa è stato abbreviato in Ken Midori e Daina Kurogami viene reso Daigo Kurogami) e la presenza di sigle ed eyecatch diversi, tuttavia non sono presenti cambiamenti nella trama e nella colonna sonora che rimangono invariati, salvo per alcune brevi scene censurate che comunque non compromettono la comprensione della trama. La prima serie Beyblade Burst ha iniziato la trasmissione televisiva su K2 il 4 settembre 2017 per i primi 26 episodi per poi continuare su Boing dal 28 agosto 2018 dall'episodio 27 in poi. Successivamente è stata acquistata anche la seconda stagione Beyblade Burst Evolution, che è stata trasmessa su Boing dal 9 ottobre 2018 al 17 gennaio 2019, la quale presenta nuovamente l'adattamento americano anziché quello originale giapponese.
Il doppiaggio italiano della serie è stato effettuato presso lo studio Merak Film di Milano sotto la direzione di Graziano Galoforo e con i dialoghi di Fabrizio Valezano (il quale nella serie doppia anche il personaggio di Rantaro), Simone Lupinacci e Riccardo Rinaldi. La sincronizzazione ed il mixage sono stati eseguiti da Stefano Di Modugno, mentre la post-produzione è stata fatta da Gabriela Marchini. Le sigle italiane di entrambe le serie si basano su quelle americane, della quale viene utilizzata la stessa musica, ma con il testo adattato e cantato da Gianluca Sambataro. Tali canzoni vengono impiegate esclusivamente in apertura mentre in chiusura è presente la versione strumentale degli stessi brani, come succede nell'edizione internazionale.
Nelle edizioni internazionale e italiana di tutte le serie, la sigla è cantata in apertura mentre è in versione strumentale in chiusura. Le sigle italiane sono la traduzione di quelle internazionali, adattate e interpretate da Gianluca Sambataro. Per la prima serie è stato impiegato il brano Noi Siamo Qui, riscrittura di Our Time, mentre nella seconda la versione tradotta di Evolution, di cui però non è noto l'effettivo titolo italiano.

### Serie successive
È la quarta generazione di Beyblade.